# Monti Tatra
I Monti Tatra, detti anche semplicemente Tatra (in polacco e slovacco Tatry) sono una catena montuosa al confine tra Polonia e Slovacchia, e rappresentano la parte più alta dei Carpazi.

## Geografia

Panorama dei monti

La maggior parte dei picchi più alti della catena sono situati in Slovacchia, mentre i più grandi laghi di montagna si trovano in Polonia. La più alta cima dei Tatra, situata a 2655 metri, è Gerlachovský štít, in Slovacchia, mentre Rysy, a 2499 metri, è la più alta cima della Polonia, situata sul confine Polonia-Slovacchia.
La zona è molto conosciuta per gli sport invernali e per le località turistiche, come Poprad e la città Vysoké Tatry, nella Slovacchia (letteralmente significa Città degli Alti Tatra, creata nel 1999 dalla fusione delle località di Štrbské Pleso, Starý Smokovec, e Tatranská Lomnica), o Zakopane, la Capitale d'Inverno della Polonia.
I Monti Tatra si compongono dei Tatra Occidentali (in slovacco Západné Tatry, in polacco Tatry Zachodnie) e dei Tatra Orientali (Východné Tatry, Tatry Wschodnie). I Tatra Orientali consistono negli Alti Tatra (Vysoké Tatry, Tatry Wysokie) e negli Belianske Tatra (Belianske Tatry, Tatry Bielskie).
Gli Alti Tatra, con le loro 25 cime a più di 2 500 metri sul livello del mare, sono le uniche montagne a carattere alpino nei 1 200 chilometri di Carpazi.
I Tatra si devono distinguere da un'altra catena montuosa slovacca, i Bassi Tatra (Nízke Tatry), situati a sud dei Tatra e protetti con un parco nazionale apposito. Talvolta, comunque, il termine Tatra è riferito sia ai Tatra che ai Bassi Tatra.

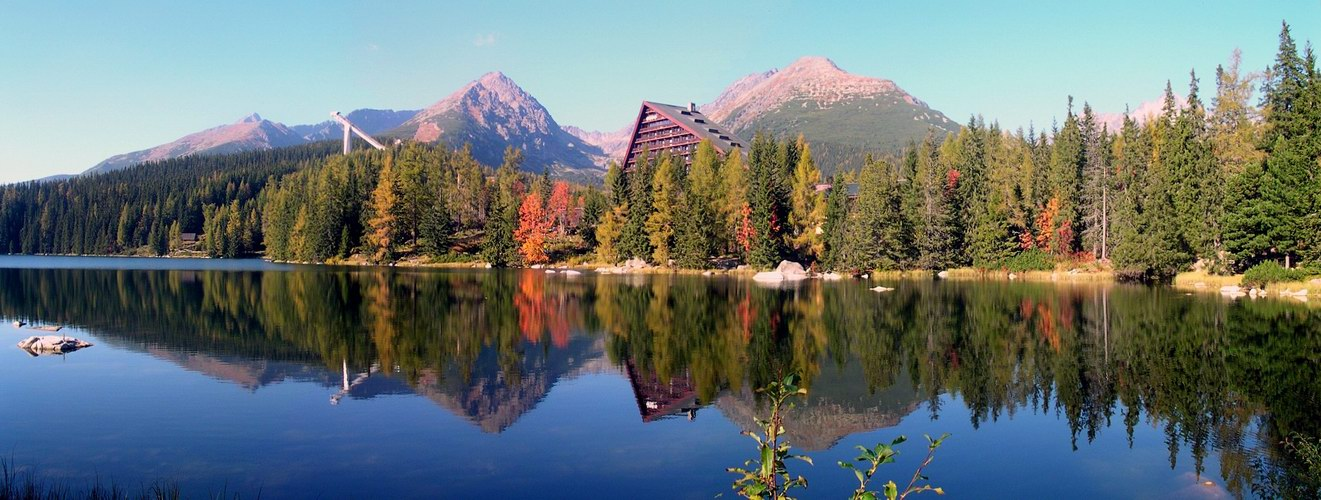
Štrbské Pleso negli Alti Tatra, Slovacchia

Il Parco Nazionale Slovacco dei Tatra (TANAP, Tatranský národný park) fu fondato nel 1949, mentre il Parco Nazionale Polacco dei Tatra (Tatrzański Park Narodowy) fu creato nel 1954. Entrambe le aree furono aggiunte all'UNESCO nel 1993.
Il 19 novembre 2004, una grande porzione della foresta nella parte meridionale degli Alti Tatra fu danneggiata da una burrasca di vento a più di 100 miglia all'ora. Tre milioni di metri cubi di foresta furono abbattuti, morirono due persone e molti villaggi negli Alti Tatra furono tagliati fuori dal resto del mondo.
Alcune città che sorgono su questa catena montuosa sono collegate tramite la Ferrovia elettrica dei Tatra.

## Cime

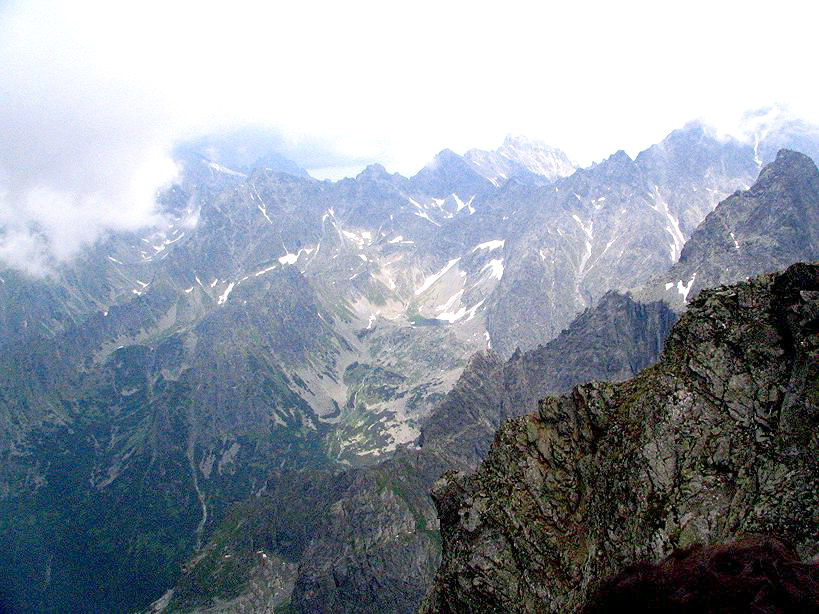
Vista dei Tatra da Rysy, Polonia

- In Slovacchia:
  - Cima Gerlach
  - Cima Kriváň
- In Polonia:
  - Giewont
  - Kasprowy Wierch
- In Polonia e Slovacchia:
  - Rysy

## Galleria d'immagini

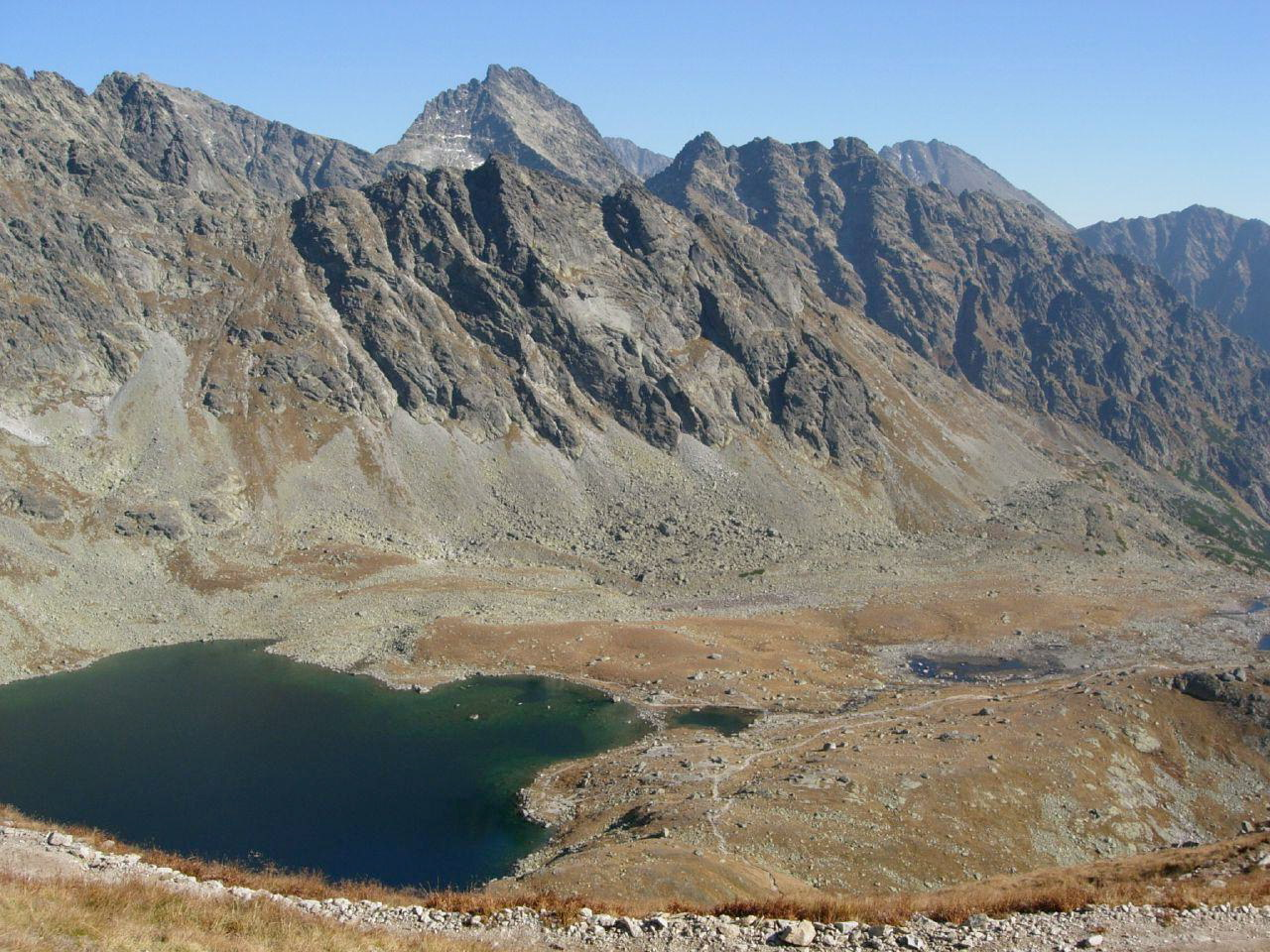
Tatra, Slovacchia
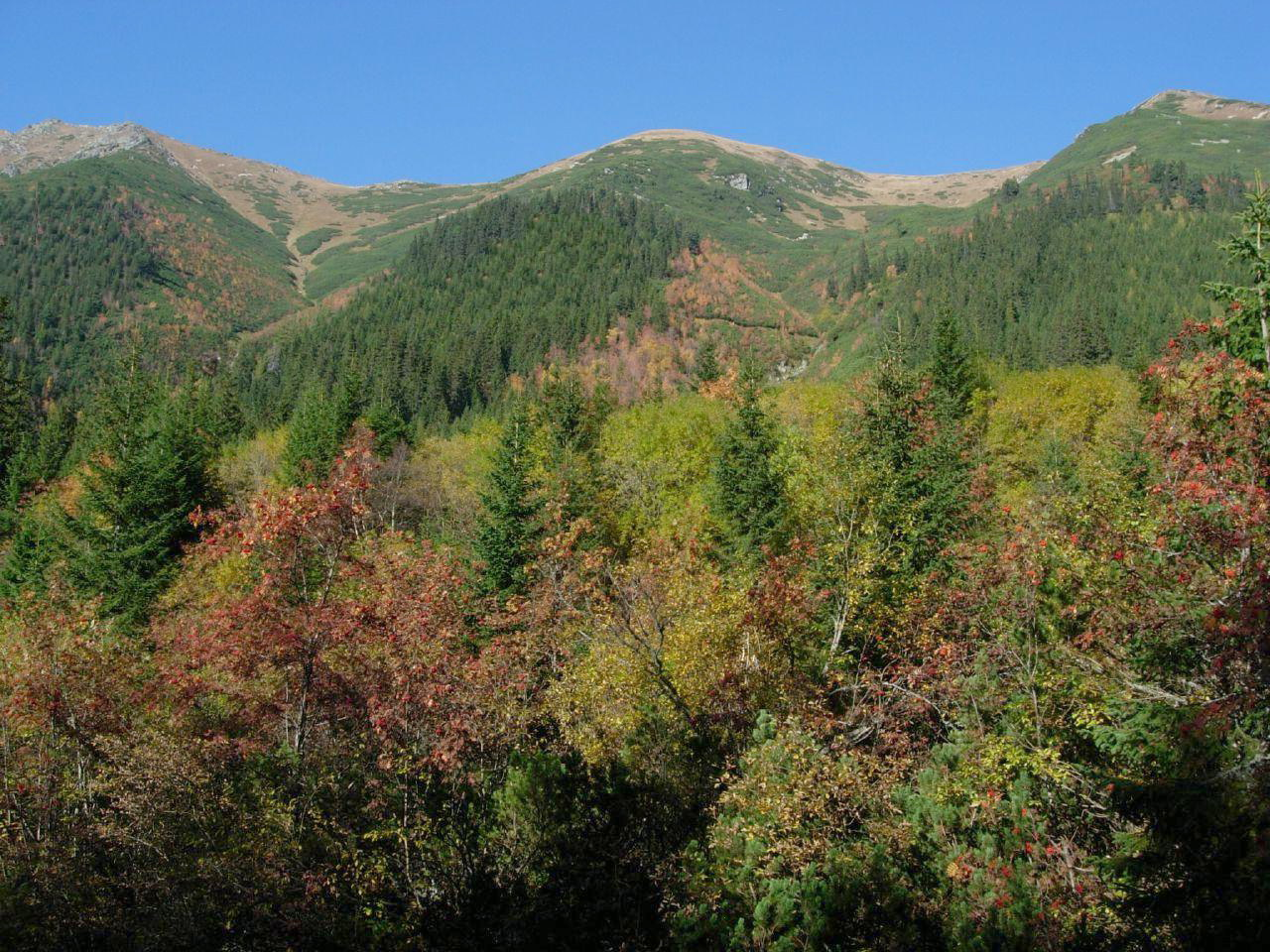
Tatra Occidentali, Polonia
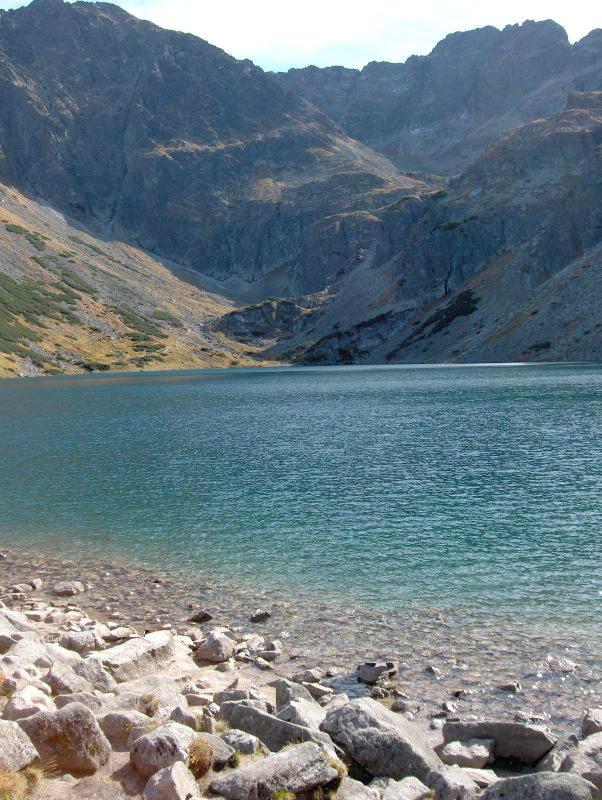
Morskie Oko, Polonia
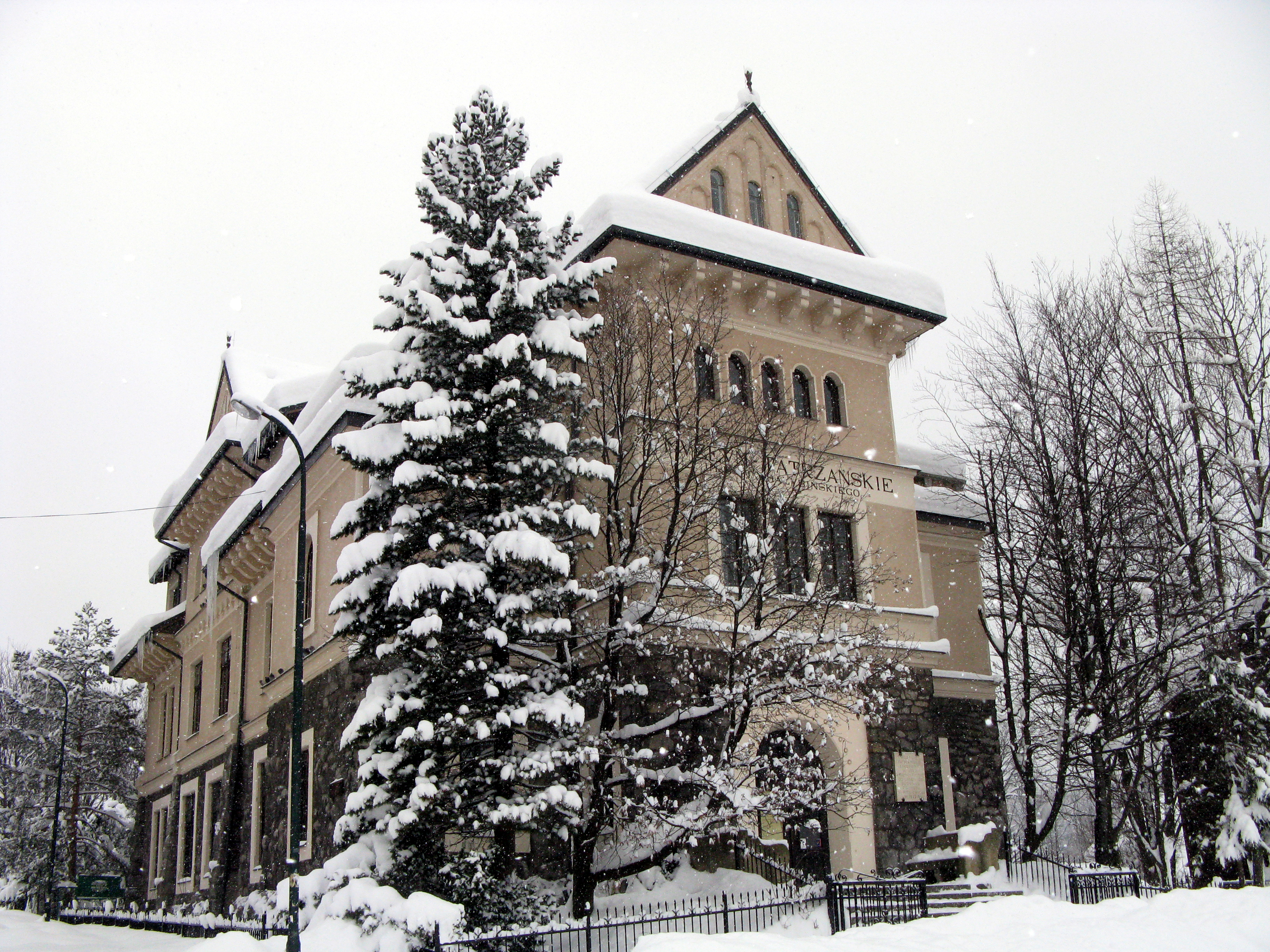
Museo dei Tatra a Zakopane